# Bertil Engh
Bertil Engh, född 16 juni 1952, är en svensk sångare, gitarrist och röstskådespelare.

## Karriär
Han har bland annat gjort rösten till Toadie i Bumbibjörnarna, till ekorren Puff i Räddningspatrullen, till skurkarna Megavolt och Kvackerjack i Darkwing Duck, till Louie i Luftens Hjältar, till Ludwig von Anka i Quack Pack, Benjamin Syrsas sång i Pinocchio och andra Disneyfilmer. Han spelar Gnutte Grävling i det kända barnbandet Svingelskogen. Han har även varit med i Melodifestivalen 1988, där han gjorde melodin till Haakon Pedersens låt, Bang - En explosion. Monica Forsberg skrev texten.
Med gruppen Pastellerna deltog han i Melodifestivalen 1978 med låten "Idag är det vår", som slutade på femte plats. Han och hans grupp Ritz har även deltagit med låten "Marionett" i Melodifestivalen 1983 och de kom då på fjärde plats. De var även med i Melodifestivalen 1985. Då sjöng de "Nu har det hänt igen" och de kom på en oplacerad plats.
Engh har även dubbat både hunden Bando och schäferhunden Trixie Uecker i filmen Den otroliga vandringen 2 - På rymmen i San Francisco.
Medverkar även som sångare i det återstartade bandet Pastellerna.
Engh är gift och bosatt i Karlstad.

## Filmografi
- 1985 – Wuzzlarna (röst)
- 1985 – Bumbibjörnarna (röst)
- 1989 – Babar (röst)
- 1990 – Luftens hjältar (röst)
- 1991 – Piff och Puff – Räddningspatrullen (röst)
- 1991 – Darkwing Duck (röst)